# Jagdschloss Eulbach

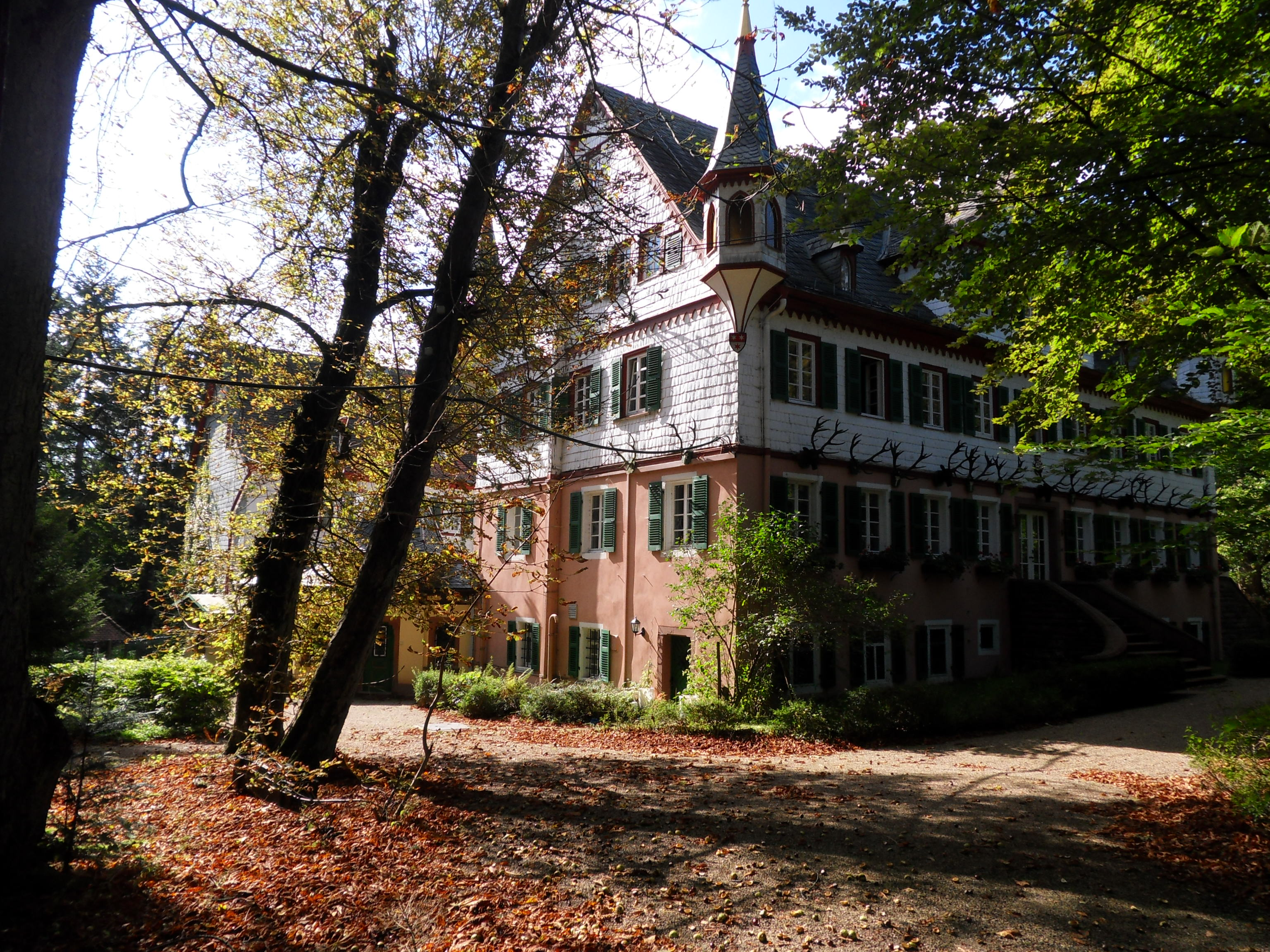
Blick auf das Jagdschloss

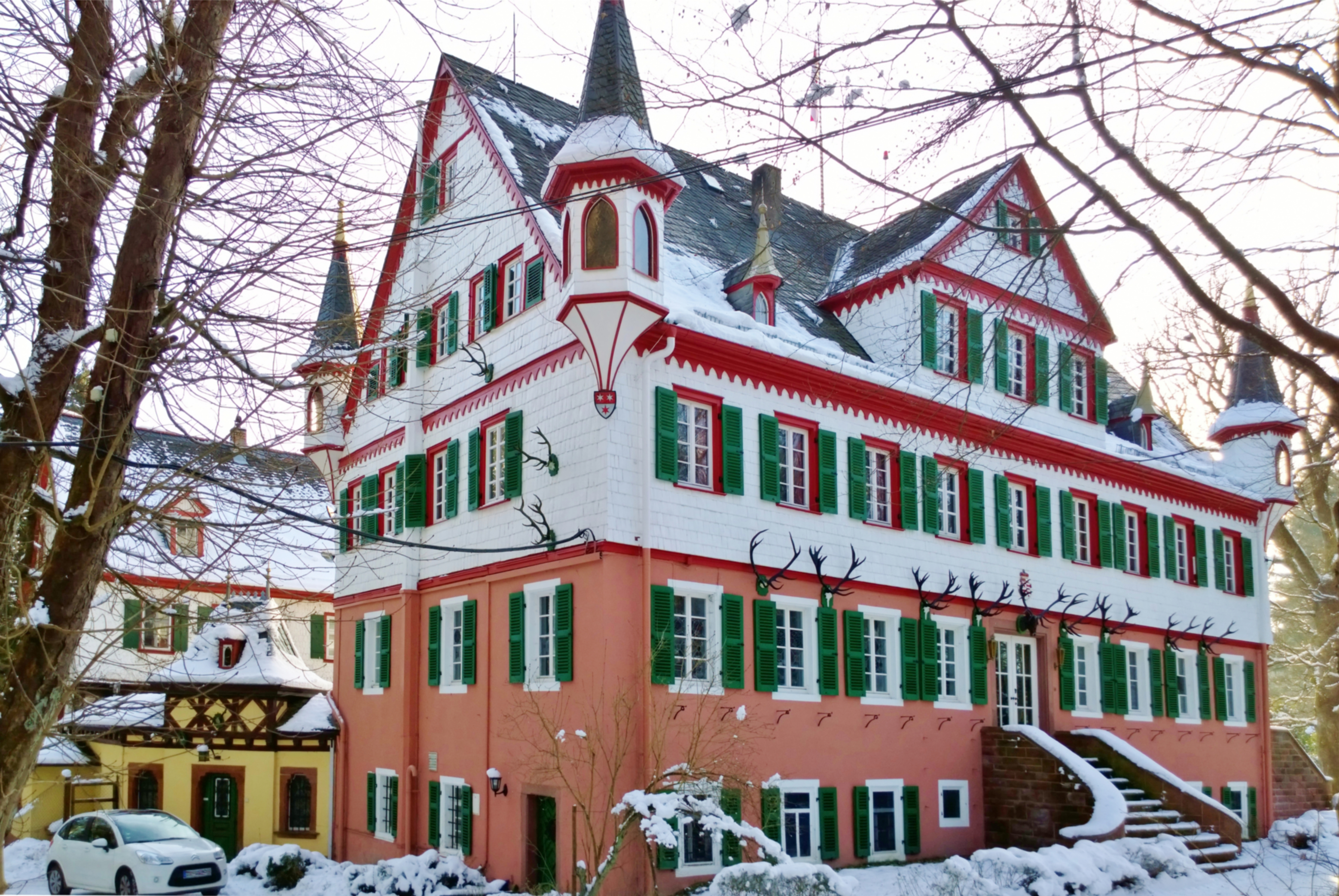
Straßenansicht mit Mittelteil

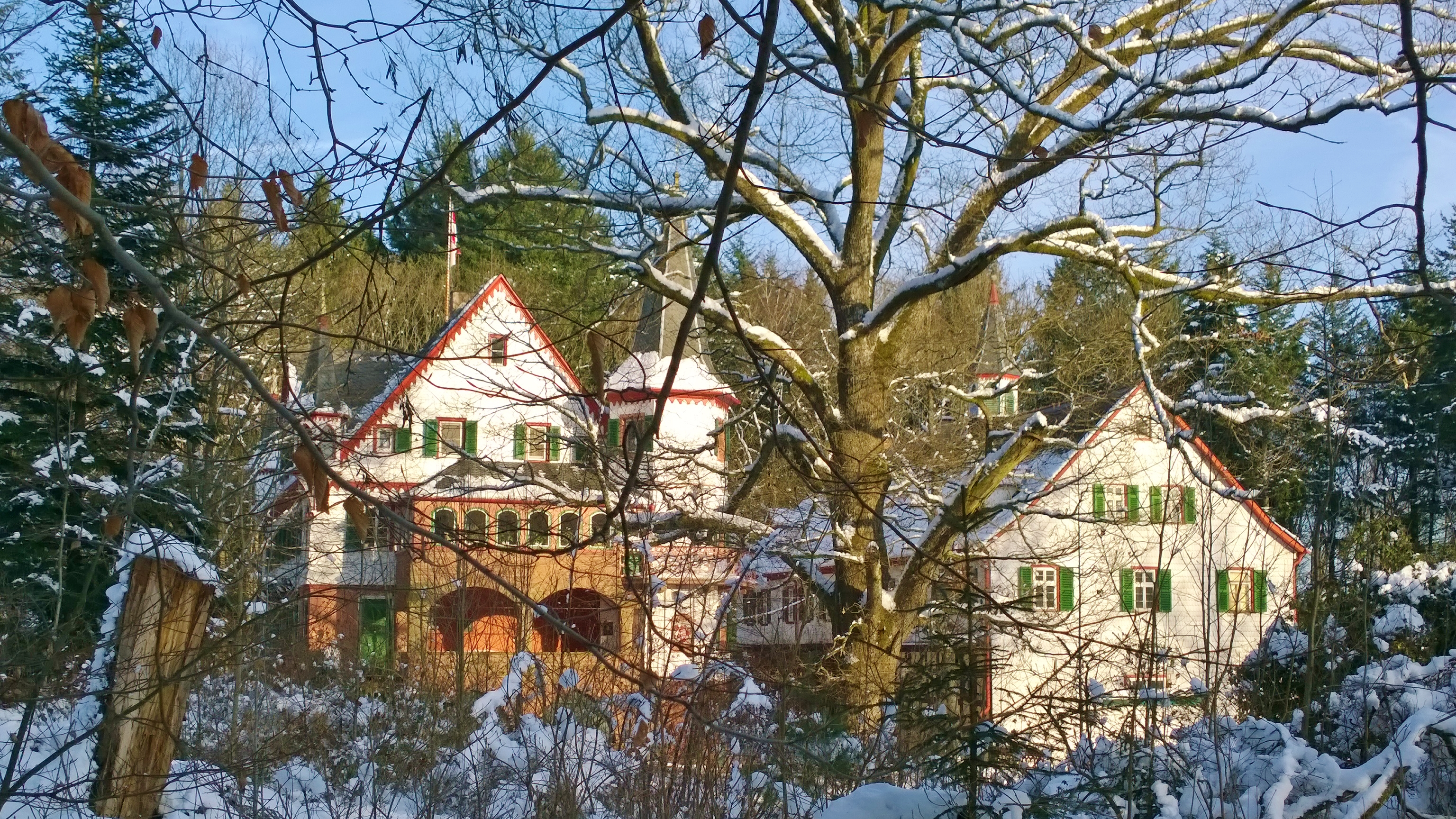
Blick von Süden auf beide Gebäudeteile. Linker Trakt mit Balustrade und Treppenturm, rechts das angegliederte ehemalige Forsthaus

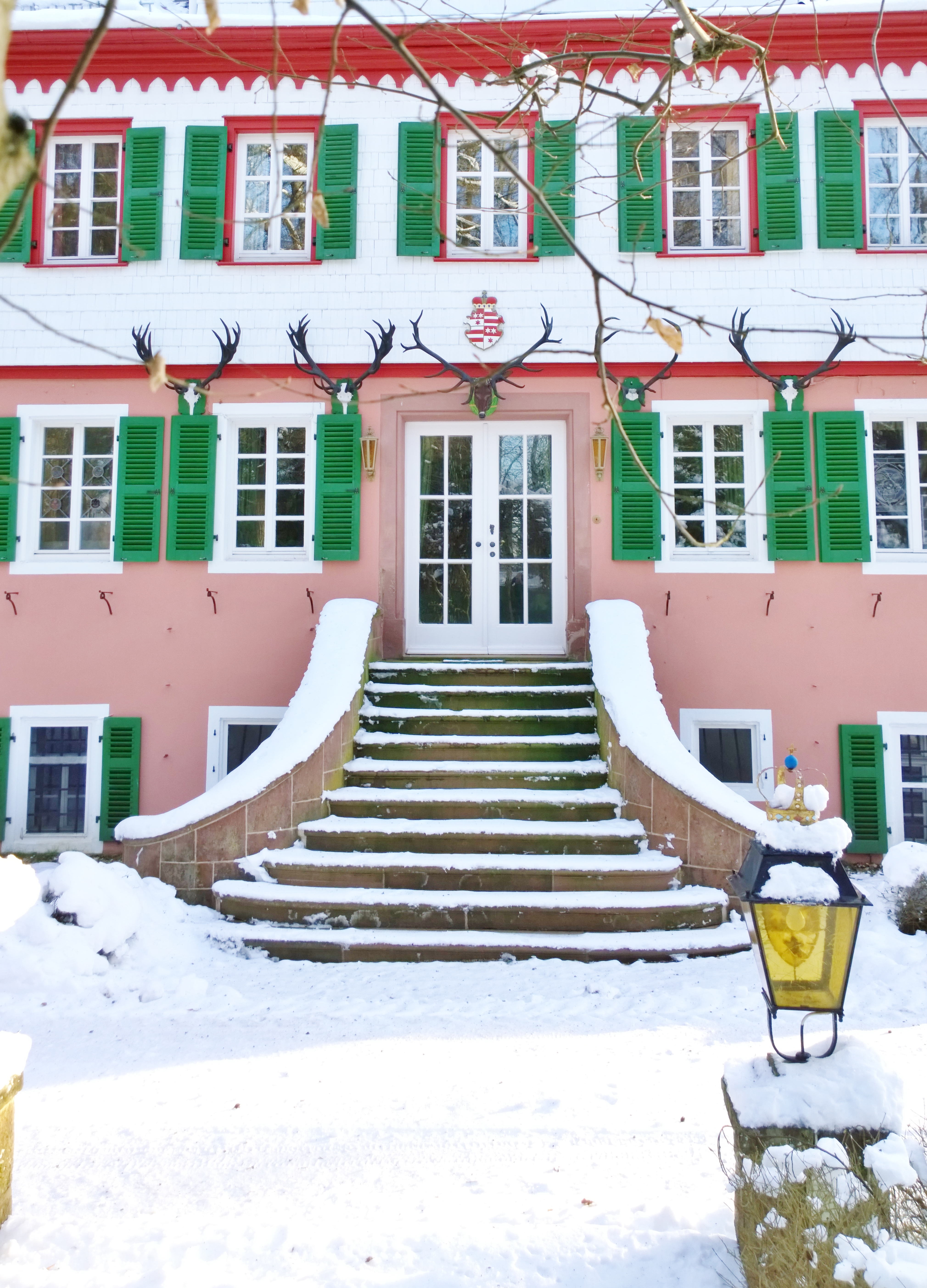
Freitreppe des Jagdschlosses zur Straßenseite mit Erbacher Wappen, Jagdtrophäen und typischer Odenwald-Verschindelung am Obergeschoss

Das Jagdschloss Eulbach in der Gemarkung Würzberg der Stadt Michelstadt im Odenwald wurde von Franz I. Graf zu Erbach-Erbach bei dem gräflichen Hofgut Eulbach im Jahr 1771 zunächst als einstöckiges, massives Jagdhaus errichtet. Es steht als Bestandteil der Gesamtanlage Eulbacher Park unter Denkmalschutz. Das Jagdschloss wird von der Familie Erbach-Erbach bewohnt.

## Lage
Das Jagdschloss liegt auf 510 m ü. NHN im Norden der Würzberger Gemarkung auf der Passhöhe der Verbindung (B47/Nibelungenstraße) zwischen Michelstadt und Amorbach im Sandstein-Odenwald südlich der B47 und des Eulbacher Parks. Der Höhenzug des Odenwaldes schneidet Mümlingtal im Westen und Mudtal im Osten Richtung Main, Spessart und Unterfranken. Auf dem Höhenzug verlief die alte Odenwaldline des Limes, dessen Turmfundamente und Verlauf teils noch im Gelände zu sehen sind. Das Kastell Eulbach lag nur etwa 200 Meter ostwärts.

## Geschichte
Anstelle des im Dreißigjährigen Krieg wüst gegangenen Dorfes Eulbach, das als Landmarke seit 819, als Dorf Eylenbach (später Ullnbach oder Eulnbach) 1357 urkundlich wurde und 1650 infolge des Dreißigjährigen Krieges als verbrannt und ausgestorben bezeichnet wird, wurde nach 1650 ein gräfliches Hofgut angelegt, das bis etwa 1842 bestand. Nicht benötigte Flächen wurden aufgeforstet. In dieser waldreichen Gegend ließ Graf Franz I. 1771 ein einstöckiges, massives Jagdhaus errichten. Um 1800 wurde es in Fachwerk aufgestockt und als gräflicher Sommersitz genutzt. 1802 kamen ein Forsthaus, Stallungen und ein großer Ökonomiehof mit Hofjägerei hinzu. Bei einem Brand des Gebäudes 1827 erwarb sich der damals schon 77-jährige Forstrat Friedrich Louis beim Löschen des Brandes so große Verdienste, dass die Regierung des Großherzogtums Hessen ihn im Großherzoglich Hessischen Regierungsblatt ausführlich belobigte.
Graf Eberhard ließ 1846 das Jagdhaus zu einem Schlösschen mit Eckturmerkern im „Holzstyle und quasigotischem Geschmack“ ausbauen. Seitdem wird es von der gräflichen Familie auf Dauer bewohnt.
Bereits 1795–98 hatte Graf Franz einen riesigen Wildpark von etwa 3000 Hektar anlegen lassen, von dessen einstiger Einfriedung noch zahlreiche Reste im Wald zu finden sind. Von dem bald erheblich verkleinerten Wildpark besteht seit 1912 nur noch eine Fläche von ca. 400 Hektar, in der Hirsche, Wildschweine und Wisente gehegt werden.
2017 wurde durch den gegenwärtigen Besitzer, Eberhard Graf zu Erbach-Erbach, eine Restaurierung des Jagdschlosses, der angrenzenden Gebäude und die gartenbautechnische Sanierung des umliegenden Geländes beauftragt. Vermutlich im Zuge dieser Arbeiten kam es am 19. Juli 2018 zu einem Dachstuhlbrand im mit dem Schloss verbundenen Forsthaus. Trotz schneller Löscharbeiten entstand nach ersten Schätzungen ein Schaden in Höhe von ca. 2 Millionen Euro. Der Dachstuhl und der hölzerne Glockenturm sind komplett ausgebrannt. Personenschaden war glücklicherweise nicht zu beklagen.

## Baubeschreibung
Das Jagdschlösschen besteht heute aus zwei rechteckigen Bauten, die an der Ostseite durch einen schmalen Verbindungstrakt verbunden sind und einen Ehrenhof bilden, der nach Westen hin offen ist:
- Der nördliche zur B47 ausgerichtete langgezogene einfache rechteckige Baukörper, das eigentliche Jagdschloss, ist im ersten Stock mit Holzschindeln im Odenwälder Stil verkleidet, die weiß gestrichen sind und im angenehmen Kontrast zum roten verzierten Sims am Ortgang bzw. den Traufen stehen. Grüne Fensterläden betonen den Kontrast. Nach Norden zu befindet sich ein Eingang mit Freitreppe, über dem sich das Erbacher Wappen befindet. Die Seite ist mit einem großen Giebel versehen. Zur Straßenseite sind über den Fenstern im Hochparterre große Hirschgeweihe entlang der gesamten Front angebracht. Der Bau ist mit drei Erkertürmchen versehen, südwestlich steht ein sechseckiger Eckturm mit steiler Dachhaube. Am Turm ist im Hochparterre ein über einen Meter großes Wappen eingelassen. Westlich ist dem Haus eine zweigeschossige Balustrade vorgelagert, die im Erdgeschoss offen ist und aus zwei breiten Rundbögen besteht, im ersten Stock geschlossen und mit sechs kleinen Rundbogenfenstern versehen ist. Das Dach ist ein steiles Satteldach, in dem sich nochmals zwei Geschosse befinden.
- Der südliche Baukörper (ehem. Reitstall und Forsthaus) besteht aus Fachwerk auf steinernem Sockel, der auf den kompletten Giebelseiten und im ersten Stock der Längsseiten jeweils verschindelt ist. Das Satteldach wird mittig von einem schmalen Glockenturm bekrönt.